# State Parks in Indiana

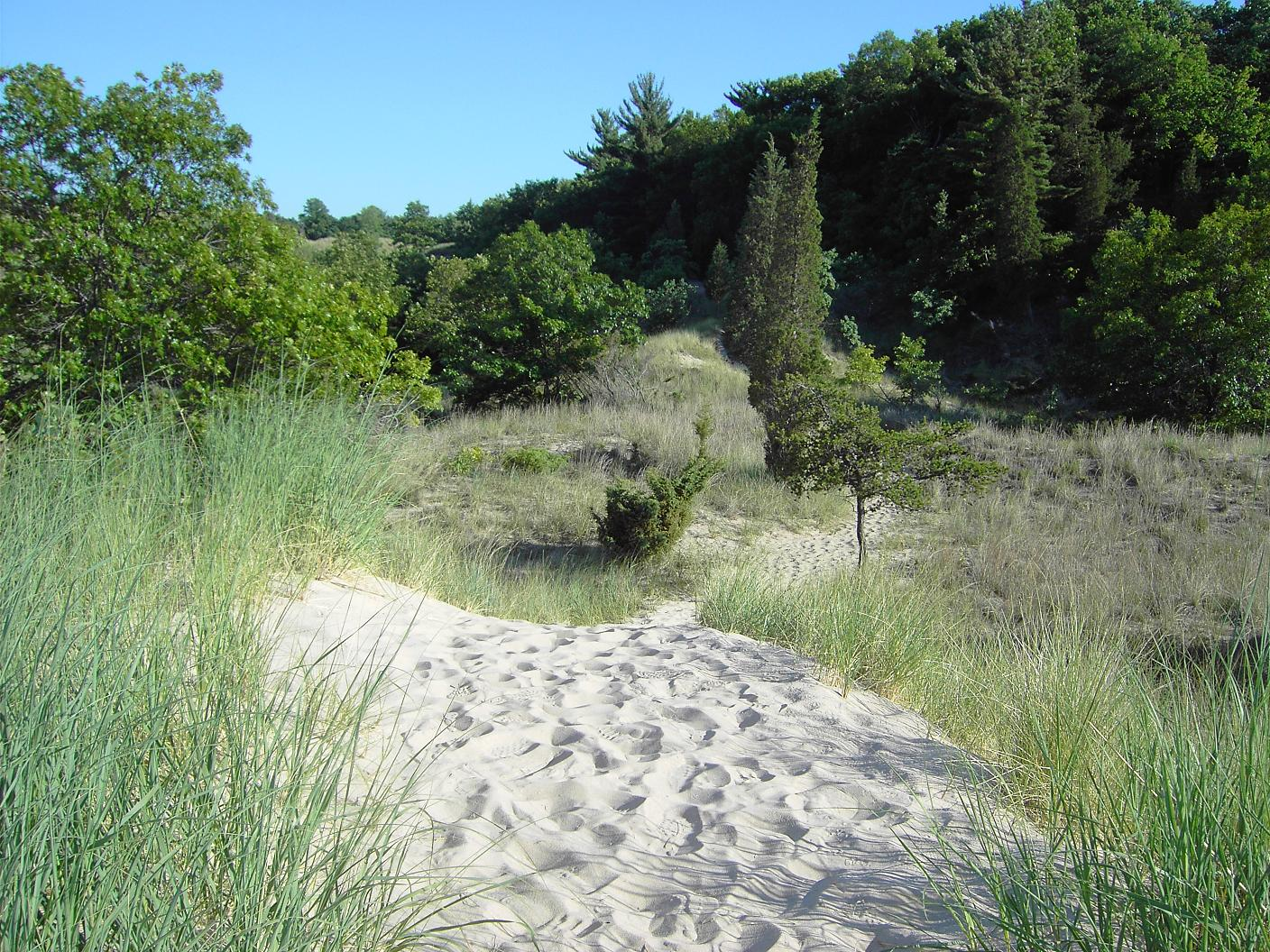
Indiana Dunes State Park

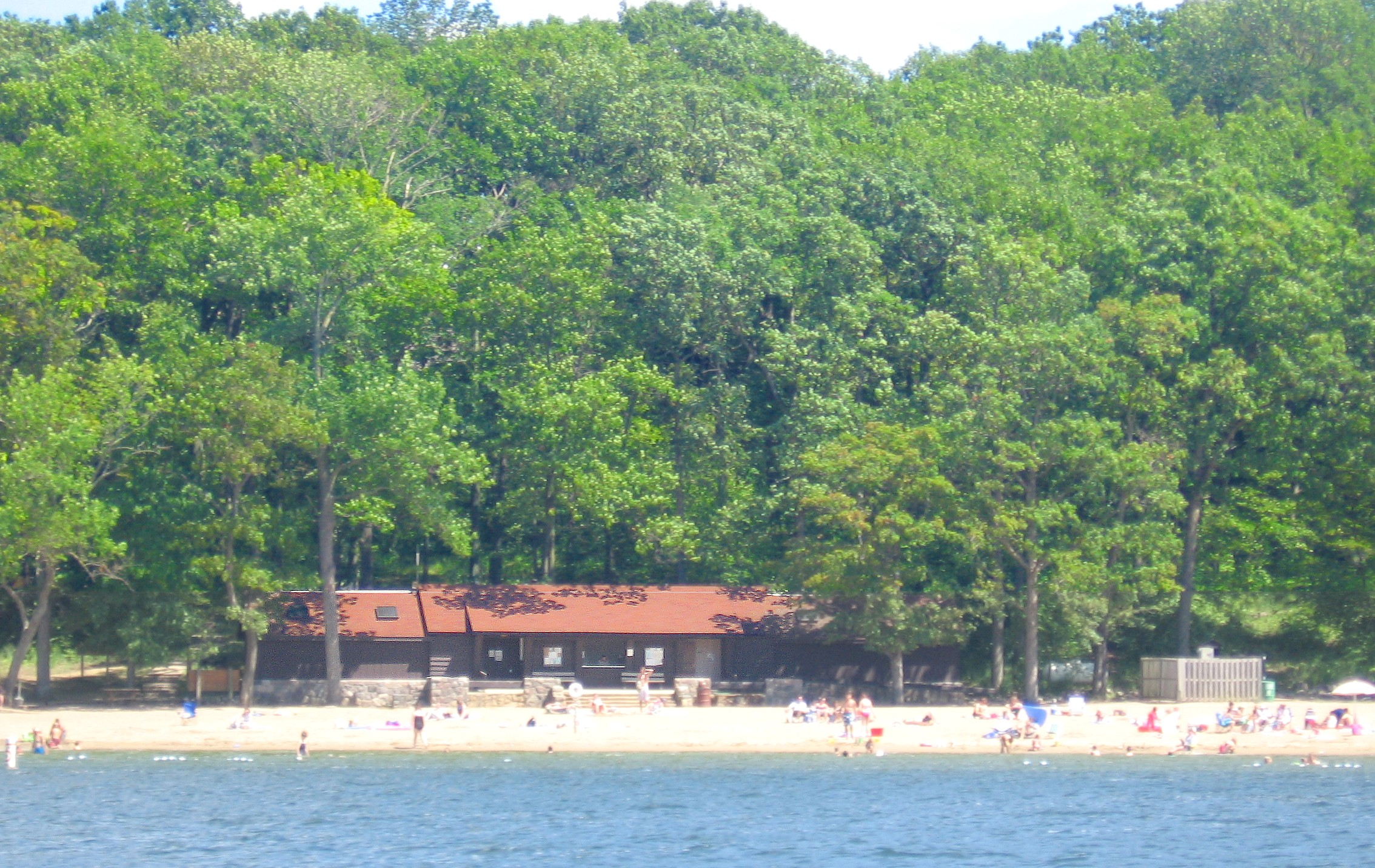
Pokagon State Park

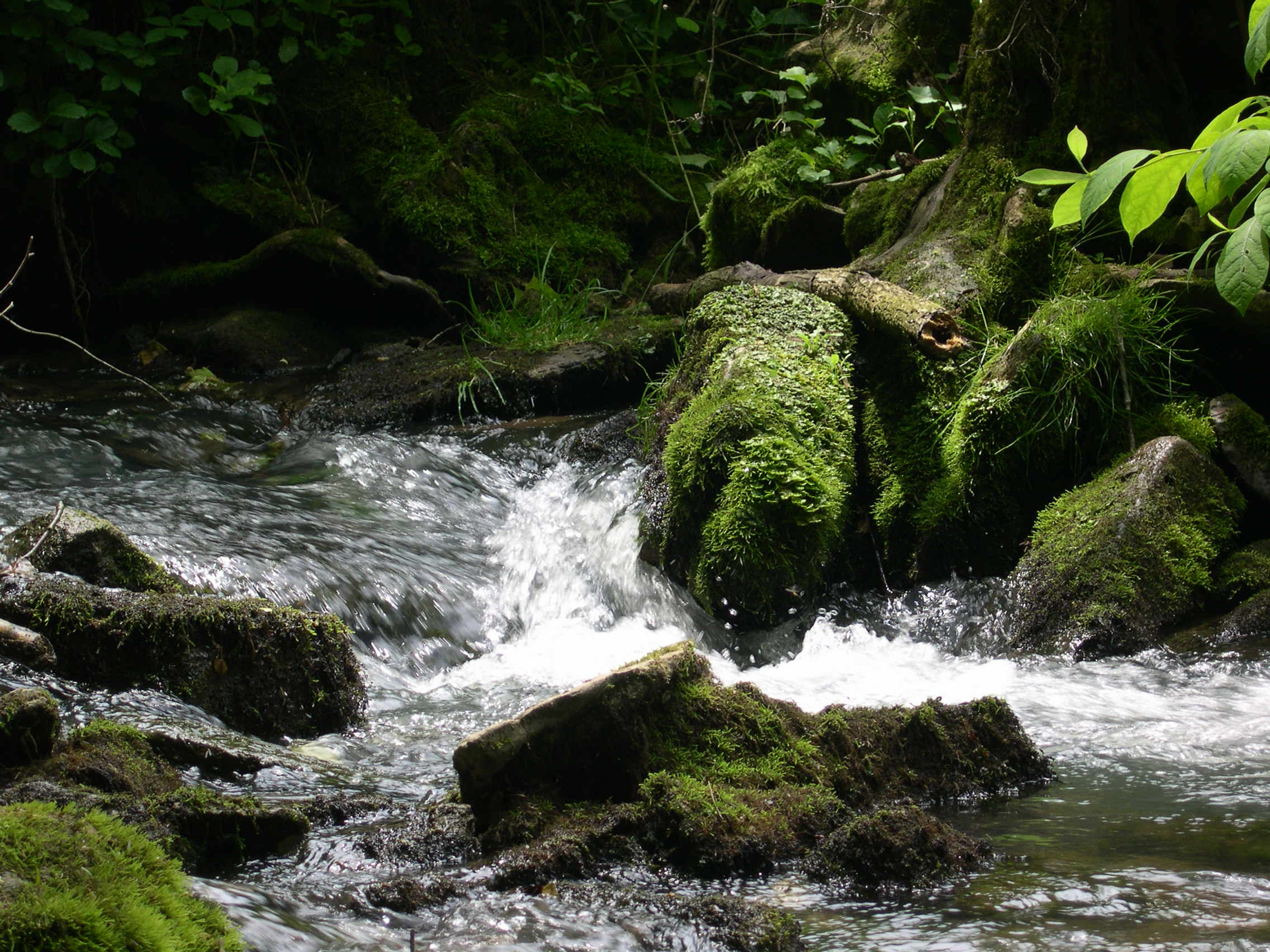
Spring Mill State Park

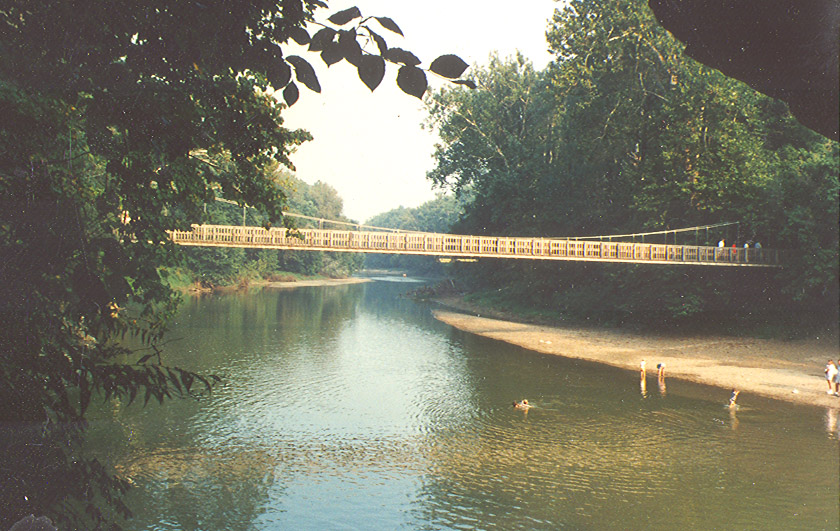
Turkey Run State Park

Der US-Bundesstaat Indiana besitzt 25 State Parks, die vom Department of Natural Resources (DNR) geleitet und gepflegt werden. Diese Parks sind in die drei folgenden Regionen aufgeteilt: Northern Lakes, Central River Plains und Southern Hills.
- Brown County
- Chain O’ Lakes
- Charlestown
- Clifty Falls
- Falls of the Ohio
- Fort Harrison
- Harmonie
- Indiana Dunes
- Lincoln
- McCormick's Creek
- Mounds
- O’Bannon Woods
- Ouabache
- Pokagon
- Potato Creek
- Prophetstown
- Shades
- Shakamak
- Spring Mill
- Summit Lake
- Tippecanoe River
- Turkey Run
- Versailles
- Whitewater Memorial
- White River